# 영주경찰서
영주경찰서(榮州警察署, Yeongju Police station)는 경상북도경찰청이 관할하는 경찰서 중 하나이다. 경상북도 영주시 영주로82번길 33(가흥2동 1577번지)에 위치하고 있다.
서장은 총경으로 보한다.

## 연혁
- 1945년 10월 21일 국립경찰 창설과 함께 영주경찰서 개서
- 1987년 9월 10일 대지 1,114평, 지하 1층, 지상 3층의 청사 신축
- 2015년 11월 17일 대지 1만5천922.5m2, 연면적 7,491m2, 지하 1층, 지상 4층 본관동과 교통·민원동 현청사 신축

## 관할 파출소
영주경찰서는 3개의 지구대와 5개의 파출소를 산하에 두고 있다.
| 명칭         | 사진 | 주소              | 관할구역                                 | 치안센터                  |
| ------------ | ---- | ----------------- | ---------------------------------------- | ------------------------- |
| 동부지구대   |      | 원당로 228        | 이산면                                   | 이산치안센터 남부치안센터 |
| 서부지구대   |      | 선비로 205        |                                          |                           |
| 신영주지구대 |      | 선비로 66         | 문수면, 평은면, 휴천동 일부, 가흥동 일부 | 문수치안센터 평은치안센터 |
| 풍기파출소   |      | 풍기읍 기주로 114 | 풍기읍, 봉현면                           | 봉현치안센터              |
| 장수파출소   |      | 장수면 장안로 5   | 장수면                                   |                           |
| 안정파출소   |      | 안정면 신제로 541 | 안정면                                   |                           |
| 순흥파출소   |      | 순흥면 순흥로 63  | 순흥면                                   |                           |
| 부석파출소   |      | 부석면 소천로 49  | 부석면, 단산면                           | 단산치안센터              |

## 같이 보기
- 경상북도지방경찰청